# أحمد حمروش
أحمد حمروش (4 سبتمبر 1921 - 28 أغسطس 2011) كاتب ومؤرخ وضابط مصري، من الضباط الأحرار، ورئيس اللجنة المصرية للتضامن وأحد أبرز مؤرخى ثورة 23 يوليو، ترأس مجلة «التحرير» وهي أول مجلة لحركة الجيش عام 52 ثم أصدر أو رأس تحرير الهدف والكتائب وروزاليوسف إضافة إلى عشرات المؤلفات والكتب في السياسة والقصة والمسرح والرحلات.

## حياته
ولد حمروش في 4 سبتمبر 1921، تخرج من الكلية الحربية عام 1942 وكلية أركان الحرب 1953 ثم عمل مدرساً في جناح الأنوار الكاشفة بمدرسة المدفعية وكان مسئولاً عن تنظيم الضباط الأحرار في الإسكندرية ليلة 23 يوليو 1952 وقد كان في طليعة رجال ثورة.
ترأس أحمد حمروش تحرير مجلة «التحرير» والتي كانت أول مجلة لحركة الجيش عام 52، ثم ترأس كلا من صحف «الهدف» و «الكتائب» و«روزاليوسف» إضافة إلى امتلاكه عشرات المؤلفات والكتب في السياسة والقصة والمسرح والرحلات، وعمل بالصحافة في جريدة الجمهورية عام 1956.
هو صاحب كتاب «ثورة يوليو وعقلية مصر» الذي أوضح أن كل الأعمال العظيمة لا يظهر مقدار عظمتها إلا بعد أن تدور عجلتها ويفصل التاريخ في أمرها، فحركة 23 يوليو، بدأت في صورة انقلاب عسكري ولكنها كانت تتطور كل ساعة، بل كل دقيقة، حتى وصلت خلال ثلاثة أيام فقط إلى صورة كاملة بكل ما تعنيه الثورة من أبعاد.
وحاول حمروش في كتابه تقييم الثورة، وذلك من خلال من شاركوا في صنعها أو قاوموا مسيرتها، أو وقفوا منها موقف المفكر الحر الذي يتأمل ويختزن في الصدر. فكانت مجموعة أسئلة وجهها المؤلف إلى هؤلاء الذين قدموا إجابات، عرضوا من خلالها صورة صادقة عن رأيهم ووجهة نظرهم في ثورة يوليو بعد 32 عاماً، زمن صدور هذا الكتاب.
وعمل حمروش كاتباً بعد أن ترك القوات المسلحة عام 1955، ثم انتقل إلى الصحافة كاتبا بجريدة الجمهورية وعين مديرا للمسرح القومى عام 1956 ومديرا لمؤسسة المسرح والموسيقى عام 1961، واختير سكرتيراً عاماً للجنة المصرية للتضامن الأفريقى الآسيوى وانتخب رئيساً للجنة المصرية للتضامن عام 1984 أصدر 25 كتاباً في السياسة والفن والأدب.

## وفاته
توفي في صباح اليوم الجمعة 28 أغسطس 2011 بعد صراع طويل مع المرض عن عمر يناهز 90 عاماً.